# 鈴木芳彦
鈴木 芳彦（すずき よしひこ、1979年4月30日 - ）は、日本のフリーアナウンサー。大沢事務所所属。ナレーター。RIZIN専属アナウンサー。元フジテレビ エグゼクティブアナウンサー。

## 来歴
東京都出身。慶應義塾大学商学部卒業。
プロレスファンだった祖父の影響で3才の頃からプロレスや格闘技を見て育つ。高校生の頃に格闘技の実況をするためにアナウンサーを目指すことを決意。
2003年4月、ニッポン放送に入社。制作部所属の新人男性アナウンサーは、1999年入社の吉田尚記以来4年ぶり。
同期は、鈴木と同じアナウンススクールであるテレビ朝日アスク（鈴木はアスク1期生）に通っていた、現フリーアナウンサーの新保友映、元ディレクターで現SHOWROOM株式会社（出向）メディア開発グループシニアエグゼクティブプロデューサーの松岡敦司。
新人研修以後、編成局制作部アナウンサールームに本配属。
2003年、新人アナウンサーとしての番組初登場は『B'zのオールナイトニッポン』で15周年を迎えていたB'zへの単独インタビューだった。
2005年、当時社会現象となった「NEET」に向け「オールナイトニッポンR」のパーソナリティを担当したり、同年下半期放送の『笑福亭鶴光 デジラジキングダム』では、絶叫キングへの道としてあらゆる絶叫を体験させられた。
2006年4月3日、ニッポン放送の再編が行われることとなり、その際にニッポン放送の常務に「今フジテレビに行けばPRIDEをやっているから、お前の夢が叶うぞ。まだ格闘技の実況をしたい想いはあるか？」と聞かれ、「はい、持っています。行きたいです」と答えたことでフジテレビに転籍。転籍後はフジテレビのアナウンス室に所属となった。
転籍後、フジテレビの地上波でボクシングを実況するも「何か違うと感じ、夢だった格闘技の実況デビューをした気持ちにあまりなれなかった」とし、K-1の実況も任されたが物足りなさを感じていたところ、チーフアナウンサーの三宅正治から「君を総合格闘技のPRIDE班に入れるから見学に来なさい」と言われ、自身がファンだったPRIDE中継を担当する予定となる。しかし直後にフジテレビでPRIDE中継が終了。「愕然として、自分の夢が一気にひねり潰された感じがした」と話した。
その後、フジテレビで約10年間、野球・フィギュアスケート・体操・柔道・陸上など20種類ほどのスポーツを実況。
2015年12月、フジテレビがPRIDEの後継団体である総合格闘技団体『RIZIN』の中継を開始したことで、総合格闘技団体『RIZIN』の実況に旗揚げ大会から参加。フジテレビ時代もRIZIN実況のメイン実況を担当し、『那須川天心 vs. 堀口恭司』『フロイド・メイウェザー・ジュニア vs. 那須川天心』『堀口恭司 vs. 朝倉海』など多くのビッグマッチを実況した。鈴木は「体操の実況の準備をしていたところ、10年ぶりにフジで格闘技が復活するからお前が新しい格闘技実況を作ってこい、と当時のアナウンス室長に声をかけていただき、RIZINの実況アナになることができました。紆余曲折を経て、転籍や10年ぶりの中継復活など、色んな奇跡の積み重ねがあって、やっと小さい頃からの夢が実現しました」と話し、「そこから実況へのモチベーションがグンッ！と上がりました」と喜んだ。
2016年から番組開始した『いいすぽ!』（フジテレビONE）にて、局アナ初のeスポーツ実況を担当。同番組の地上波進出に際し、アナウンサーユニット「いいすぽアナ」のリーダーを務めている。以降、局の枠を飛び出し様々なeスポーツ競技の配信に実況として参加している。また、並行してバラエティ番組の番組ナレーションや対決コーナーの実況も担当している。
2022年6月、フジテレビで格闘技中継がなくなり、2022年7月の『RIZIN.37』では2015年年末のRIZIN旗揚げ以降、初めて鈴木が実況担当から外れた。SNS上ではRIZINファンから鈴木の実況席へのカムバックを求める声が多数寄せられた。
2022年9月14日、RIZINの会見に出席し、RIZINの実況を継続するために同日付でフジテレビを退社して格闘技の実況を中心にフリーで活動することを発表した。YouTubeやSNS上では歓喜のコメントが数多く寄せられた。また、鈴木が涙を流しながらRIZINと格闘技への愛を語ったこの会見の記事がYahoo!など複数メディアでトップニュース入りを果たした。
2022年9月25日の超RIZIN（フロイド・メイウェザーvs朝倉未来等を担当）で格闘技実況に復帰。大会開始時のスタッフ紹介アナウンスの際に特別枠で名前をコールされ、2万人以上の観客から鈴木に大きな声援と拍手が起こり、鈴木は涙を流した。
10月1日、大沢事務所に所属したことを発表。
フリー後の肩書に関しては、鈴木本人がフリーアナウンサーでありつつ、RIZIN専属アナウンサーでもあると話している。2024年10月のテレビ埼玉の番組では、「フジテレビを辞めたから、最初は『フリーアナウンサー』なんて自分でも言っていましたが、一般的なMCや司会をやってるフリーの方と僕は色が違うなと。僕はフリーアナウンサーって呼ぶより『RIZIN専属アナウンサー』なので。RIZIN専属実況アナウンサーとしてやっている、という気概を強く持っているので。だから他のフリーアナウンサー達とは違いますよね。考え方も違うし、別の人種(職種)を見ているような感じですね」と話している。
2022年9月のフリー転身以降は、RIZINでの活動と実況を中心に、DEEPやシュートボクシングなどの格闘技中継の実況、フジテレビ時代からのeスポーツの実況、フジテレビの番組など、様々な活動をしている。また、2022年9月以降のRIZINの会見・イベントの司会進行はほとんど鈴木が行っており、ネット配信のRIZINの公開練習・公開計量・大会事前番組などの司会も多く務めている。2024年11月のRIZIN LANDMARK 10以降、煽りVのナレーションも担当している。

## 人物・エピソード
- 子供の頃に一番影響を受けた選手はアントニオ猪木。子供の頃に一番影響を受けたアナウンサーは古舘伊知郎[17]。
- 一般的なスポーツ中継ではオーソドックスに実況しているが、格闘技中継に関しては過激且つ派手な実況スタイルを特徴としている。2019年のフジテレビ時代にも、「実況と言っても格闘技のRIZINと他のスポーツとでは違う実況をしています。格闘技RIZIN実況では思い切り言葉を振りかざして暴れている僕がいるし、野球やフィギュアスケートやボクシング等のスポーツ実況ではオーソドックスに喋っている僕がいます。理由は長くなるので省きますが、是非その違いも確認してみてください」と話した[8]。
- 2019年大晦日のRIZIN.20で那須川天心が繰り出した回転蹴り『アクセルキック』の命名者[19]。
- 格闘技に関して、RIZIN以外のMMA団体やキックボクシングなどの大会も常にチェックしている。また、「朝起きるとRIZINの公式サイト[20]を覗くことが僕の日課」と話している[21]。
- 自身がやりたかった格闘技実況について、「スポーツアナウンサーをやっていると、オリンピックを実況することが正義だと思いがちなんですよ。でもRIZINの実況を始めた時にオリンピックじゃないなと思ったんです。『俺はオリンピックじゃなくて格闘技の実況がしたかったんだ』と思いました」と話している。また、オリンピック自体については、「レスリングや柔道などの格闘技種目は、『誰が総合格闘技に来てくれるのか？』という目線で見ています。メダル取って凄い！やったー！なのは分かるのですが、僕はその選手の続きを見ているんです。『あ、メダル取った。次にこの人は何をするのかな、総合格闘技（MMA）に来ませんか？』、そういう目線で見るのが僕の中でのオリンピックなんですよね」と、総合格闘技ファンがオリンピックの格闘技種目の上位選手を見る時と同じような目線で話している[17]。
- 2017年10月16日、RIZINのバンタム級トーナメント準決勝の組み合わせ抽選会の会見の冒頭挨拶で、その前日に行われたRIZIN.7で自身が実況した総合格闘技（MMA）の試合『那須川天心 vs. 藤田大和』に触れ、「この試合を実況させていただきましたが、本当にこの10年、ボクシング・キックボクシング・柔道・空手・大相撲、色んな格闘技を実況してきましたが、あんなにスピーディな対決は今まで感じたことがありませんでした。自分の言葉が追いつかないんじゃないかっていうほどのスピードがありました。本当に頭蓋骨から脳みそが吹っ飛んでしまいそうな、それだけの衝撃を受けた試合でございました。格闘技の魅力を凄く感じた試合でした。皆さんも色んな感想があると思いますが、是非これからも格闘技を応援していただけばと思います」と熱く語った[22]。[映像 1]
- 2018年12月31日にRIZIN.14で『ボクシング50戦全勝・元世界5階級制覇王者フロイド・メイウェザー vs. 無敗のキックボクサー那須川天心』の実況を担当した際には、「全身が震えた」と話す。「試合までもあり得ない事の連続でしたし、マイケル・ジャクソンが日本の紅白歌合戦に来たような衝撃ですからね。あの伝説的かつ歴史的一戦を伝えられた事は、高校生の頃から格闘技実況アナウンサーになりたかった自分としては最高の仕事だったと思っています」と語っている[8]。
- 2019年8月12日、CSフジテレビの野球中継、東京ヤクルトスワローズ対横浜DeNAベイスターズでは、東京ヤクルトの村上宗隆がプロ初の逆転サヨナラ2ランホームランを打った際に「初球！捉えたか！センターへ、延びていく！入ったー！スワローズの未来を明るく照らす虹が掛かりました！その男の名は村上宗隆ー！逆転サヨナラ2ランホームラーン！ただ者じゃないこの男！」と実況してSNSで話題になった[23]。
- 2021年12月31日、RIZIN.33で武尊が那須川天心の待つリングへ向かう際の実況では、「時代が揺れている！夢の時間が幕を開けた！」「姿を見せたもう一人の英雄！」「禁断の遭遇から夢の決闘へ！」「交わした視線、英雄対英雄」と両者への敬意を込めた表現で伝えた[24]。
- 2022年以降、フジテレビからすべての格闘技中継が無くなったことで、RIZINの実況を継続するためにフジテレビを退社して安定した道を捨ててフリーアナウンサーに転身。その際には会見で、「フジテレビは素晴らしい会社でした。でも、RIZIN・格闘技を実況したいという"愛"は止められませんでした」と涙を流しながら語った[25]。
- フジテレビを辞めた理由について、2024年に改めて「フジテレビに不満があった訳ではまったく無いです。ただ、『格闘技を実況しない人生は俺の人生じゃない』と思ったからやめました」とSNSで格闘技への熱い気持ちを語っている。

## 出演

### 現在
- スポーツ実況　主に格闘技（RIZIN、DEEP、UFC、GLORY、SHOOT BOXING、NARIAGARIなど）、eスポーツ
- RIZINで逢いましょう（スカパー!） - 司会
- RIZIN魂 （テレビ埼玉） - 司会
- 格闘 BUZZ NEWS（U-NEXT）-司会
- 日本統一−ニュースキャスター役

### 過去

#### ニッポン放送時代
- 森永卓郎の朝はモリタク!もりだくSUN※エンタメダッシュ担当 - 2004年3月22日 - 2005年3月25日
- ブリタモリ大百科事典※調査員（リポーター） - 2005年10月8日 - 2006年3月25日
- 鈴木芳彦のオールナイトニッポンR - 2005年4月29日、6月3日
- 梅田淳 YOU LUCK放送局（リポーター）吉田尚記の代理
- 土屋礼央のオールナイトニッポン（パーソナリティ）土屋礼央、代理の矢井田瞳の代理 - 2004年10月26日
- くりぃむしちゅーのオールナイトニッポン（不定期出演、「2005年芸人MVP」進行）
- 知ってる?24時※知ってる?ストーリーの進行 - 2003年3月31日 - 2005年6月30日
- 東貴博 ニッポン全国 ラジベガス （火曜日定時ニュース、天気予報、交通情報担当） - 2005年10月5日 - 2006年3月28日
- 笑福亭鶴光 デジラジキングダム※「鶴光のお店におじゃま」、「絶叫キングへの道」リポーター - 2005年10月9日 - 2006年3月26日
- 福田沙紀と柳田理科雄のラジオ空想科学研究所（提供ナレーション） - 2005年4月3日 - 2006年4月1日
- 石原さとみ SAY TO ME!（提供ナレーション） - 2005年4月9日 - 2006年3月25日
- ニッポン放送ミュージッククリップ（ミニ番組）
- 日産ラジオナビ スポーツ最前線※NRN系列裏送り（パーソナリティ）2004年3月22日 - 2006年9月
- 吉岡美穂 素顔でSUITEROOM（ゲスト）
- 日清・カップヌードル 月曜 - 土曜23:00時報前コマーシャル担当アナウンサー初代 - 2003年3月31日 - 2006年4月1日
- パッチギ!※ラジオアナウンサー役
- 鈴木芳彦のブロードバンド!ニッポン（LFX mudigi）※木曜18時台 mycoの代理

#### フジテレビ転籍以後

##### スポーツ関連
※特記無い場合は実況。
- 国際千葉駅伝（2014年）
- 出雲全日本大学選抜駅伝競走 - 2011 - 2013年
- 世界柔道選手権大会 (2011年 - 2019年)
- 日本大相撲トーナメント
- K-1WORLD GP
- 巌流島第3回公開検証
- 世界体操競技選手権 - 2013年~15年
- 世界フィギュアスケート選手権 - 2007年~
- 全日本フィギュアスケート選手権 - 2006年~
- スピードスケート中継
- 世界トランポリン競技選手権
- 世界新体操選手権
- フリースタイルスキーワールドカップモーグル秋田・田沢湖大会
- いいすぽ!（フジテレビONE）
- SWALLOWS BASEBALL L!VE（フジテレビONE）
- フィギュアスケートTV!（BSフジスポーツセレクション内）（BSフジ） - 解説
- 日清オイリオPresents アスリートのチカラ～one secret piece（BSフジ） - インタビュアー

##### ニュース・情報番組
- とくダネ!※「エンタメ解体新書」のコーナーアシスタント（金曜） - 2006年10月 - 2007年9月
- FNNレインボー発（水曜日担当）
- BSフジNEWS
- プロ野球ニュース（フジテレビONE）
- FNNニュース - 2021年7月24日未明[注釈 1]
- S-PARK（2022年1月9日深夜、ニュースキャスター）

##### その他
- ドラマ「外交官 黒田康作」 - アナウンサー役
- ドラマ「ブザー・ビート〜崖っぷちのヒーロー〜」（第1話、最終話） - 実況アナウンサー役
- ドラマ「アウトバーン マル暴の女刑事・八神瑛子」（2014年8月9日） - アナウンサー役
- ドラマ「モンテ・クリスト伯 -華麗なる復讐-」 - アナウンサー役
- 映画「いぬやしき」 - アナウンサー役
- 5LDK - ナレーション
- movie@home〜棚を彩る映画たち〜 - ナレーション
- 迷Qポワロ - ナレーション
- でんぱジャック-World Wide Akihabara- - 2014年10月19日 - 2015年3月22日 - ナレーション
- 笑っていいとも!増刊号 - ナレーション
- 超逆境クイズバトル‼99人の壁 - 実況

#### フリー転向後

##### テレビ番組など
- バカ無双GP（TBS、2023年10月26日・11月2日）- 実況
- FNS27時間テレビ 日本一たのしい学園祭! 「高校生クイズ何問目？」（フジテレビ系列、2024年7月21日）- 実況

##### CM
- Amazon Prime Video
- リアルゴールドキン肉マン元気超人ボトル
- ストリートファイター6 - 実況
- 富士フイルムアスタリフト - 商品名ナレーション